# 다리크 화이트헤드

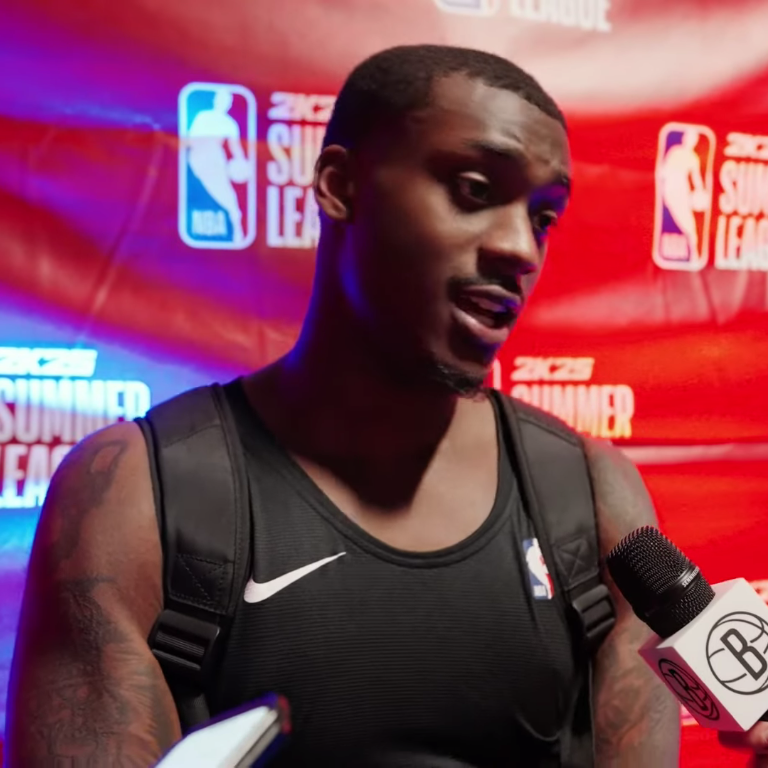

다리크 화이트헤드(Dariq Whitehead, 본명: Dariq Miller-Whitehead, /dəˈriːk/ də-REEK, 2004년 8월 1일 ~ )는 전미 농구 협회(NBA) 브루클린 네츠의 프로 농구 선수이다. 듀크 블루 데빌스에서 대학 농구를 했다. 합의된 5성급 신입 선수이자 2022년 클래스 최고의 선수 중 한 명이었다. 시니어로서 올해의 고등학교 국가 선수로 선정되었다.

## 고등학교 경력
화이트헤드는 플로리다주 몬트베르데에 있는 몬트베르데 아카데미에 다녔다. 화이트헤드는 2022년에 나이스미스 프렙 올해의 선수상을 수상했다. 2022년 맥도널드 올 아메리카나 보이스 게임(McDonald's All-American Boys Game)에 출전하도록 선정되었다. 화이트헤드는 13득점, 7리바운드, 7어시스트를 기록하며 맥도널드 올 아메리칸 게임 MVP(McDonald's All-American Game MVP)로 선정되었다.

### 리크루트
주요 채용 서비스에 따르면 화이트헤드는 합의된 5성 신병이자 2022년 클래스 최고의 선수 중 한 명이었다. 2021년 8월 1일, 플로리다주, 캔자스 및 NBA G 리그의 제안을 통해 듀크에서 대학 농구를 하기로 약속했다.